# Amílcar Henríquez
Amílcar Henríquez vagy Amílcar Henríquez Espinosa (Panamaváros, 1983. augusztus 2. – Colón, 2017. április 15.) néhai
panamai labdarúgó, posztját tekintve  védekező középpályás.

## Pályafutása

### Klubcsapatban
2003 és 2008 között a Árabe Unido, 2007-ben kölcsönben a Santacruceña labdarúgója volt. 2009 és 2012  között a Atlético Huila csapatánál töltötte. 2012 és 2014 a Independiente Medellín, 2014-ben még Árabe Unido játékosa, 2015-ben a Real Cartagena játékosa, 2015 és 2016 között a América de Cali játékosa, 2016 és 2017 között a Árabe Unido játékosa volt.

### A válogatottban
2005 és 2017 között 85-ször húzta magára 
a Panamai válogatott mezt. A 2005-ös UNCAF-nemzetek kupán a Salvadori labdarúgó-válogatott ellen debütált.

## Halála
2017. április 15-én Amílcar Henríquez a colóni otthona közelében tartózkodott néhány barátjával, amikor a beszámolók szerint a fegyveres támadó kiszállt az autójából, és rájuk lőtt. A helyi Árabe Unido 33 éves középpályása életét vesztette, két ismerősét kórházba szállították.

## Sikerei, díjai

### Klubcsapatokkal
- ANAPROF bajnok (2): 2004, 2008 (C)

### Válogatottal
- Copa Centroamericana: 
  - Győztes: 2009
  - Döntős: 2007